# Nieuw-Zeelandse snoekforellen of smelten
Nieuw-Zeelandse snoekforellen of smelten (Retropinnidae) zijn een familie van straalvinnige vissen uit de orde van Spieringachtigen (Osmeriformes).

## Geslachten
- Prototroctes Günther, 1864
- Retropinna T. N. Gill, 1862
- Stokellia Whitley, 1955